# 너클 커브

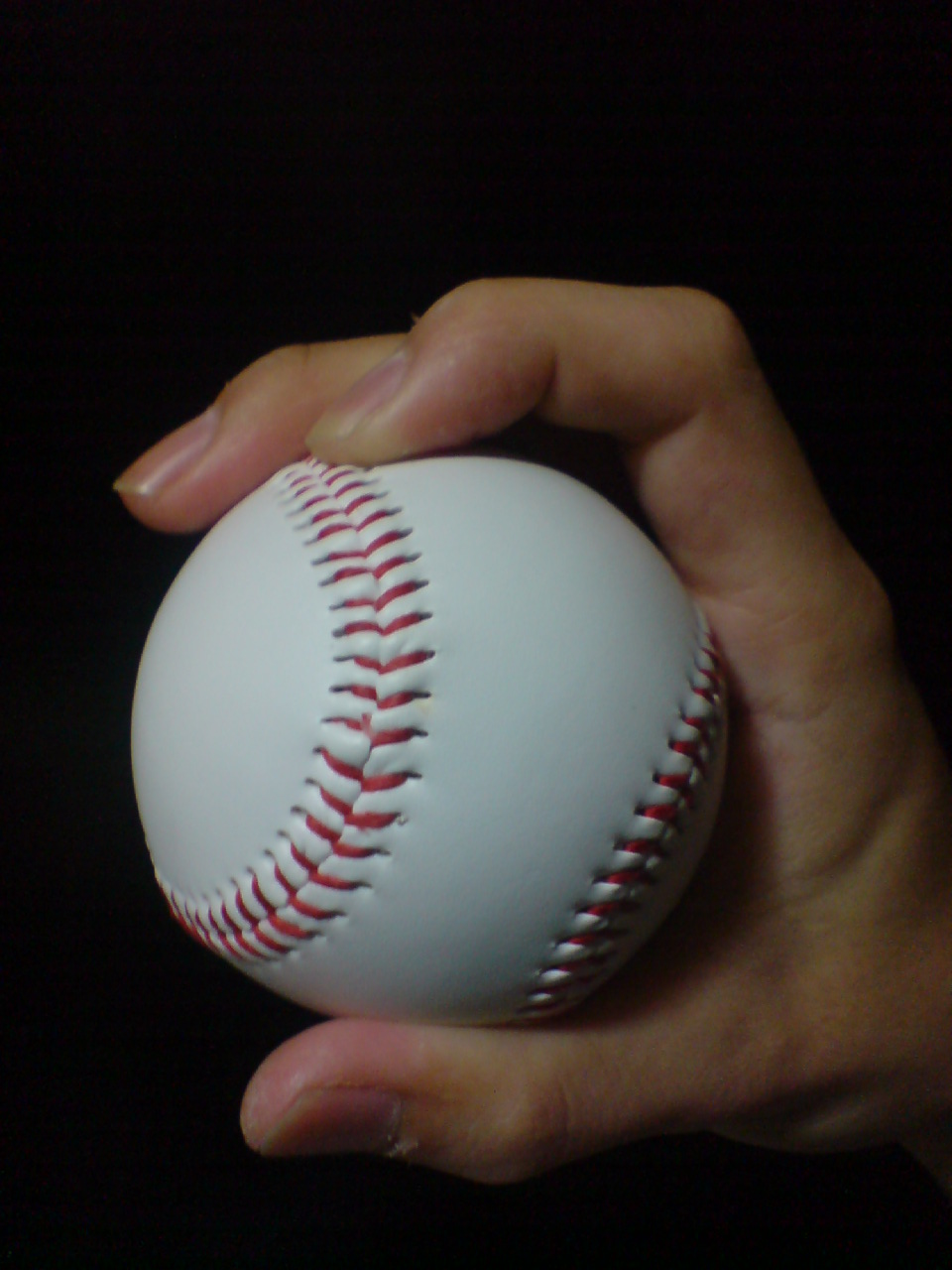
너클 커브의 공 잡는 법

너클 커브(Knuckle curve)란 커브의 일종이지만, 검지손가락을 세웠다는 점에서 너클볼과 비슷하다고 하여 너클 커브라 명명되었다. 투구 시 너클볼과 상관없이 세워진 검지 때문에 속도는 커브와 비슷하나 탑스핀 궤적이며 회전은 커브보다 더 많다. 너클볼처럼 흔들리지는 않는다. 회전이 좋으면, 우타에겐 몸쪽에서 바깥쪽, 좌타에겐 바깥쪽에서 몸쪽으로 휜다.

## 주요 선수
주로 던진 투수는 뉴욕 양키스에서 활약한 마이크 무시나와 A.J 버넷, 일본에서는 소프트뱅크의 릭 밴덴헐크와  한국에서는 LG트윈스 봉중근 선수, KIA 타이거즈 윤석민 선수, SSG 랜더스 고효준 선수가 대표적이다.